# Marko Brekalo
Marko Brekalo (* 24. November 1992 in Zagreb) ist ein kroatischer Fußballspieler.

## Karriere
Brekalo begann seine Karriere beim NK Hrvatski dragovoljac. 2007 ging er zu Lokomotiva Zagreb, für den er sieben Monate gespielt hatte, ehe er zum NK Stupnik ging. 2009 kehrte er zu Lokomotiva zurück. Nachdem er viermal verliehen worden war, wechselte er 2013, ohne je für Lokomotiva gespielt zu haben, zum NK Vrapče Zagreb. 2014 ging er zum NK Dubrava. 2015 ging er nach Österreich zum Floridsdorfer AC. Sein Debüt gab er am zweiten Spieltag 2015/16 gegen den FC Wacker Innsbruck. Im Januar 2016 wurde sein Vertrag aufgelöst. Danach spielte er beim NK Lučko Zagreb. Zur Saison 2016/17 wechselte er zum slowenischen Zweitligisten NK Krka.
In der Winterpause der Saison 2016/17 kehrte er nach Kroatien zurück, wo er sich dem Erstligisten Cibalia Vinkovci anschloss. Im Sommer 2017 wechselte er zum Zweitligisten HNK Šibenik. Nach einer Saison bei Šibenik, in der er in 28 Spielen in der 2. HNL fünf Tore erzielen konnte, wechselte er im Juli 2018 nach Rumänien zum FC Botoșani, bei dem er einen bis Juni 2020 laufenden Vertrag erhielt. Doch schon sechs Monate später ging er zurück zu seinem Heimatverein NK Hrvatski dragovoljac. Die Saison 2020/21 verbrachte Brekalo erneut beim NK Krka und seitdem spielt er für den viertklassigen DSV Leoben in Österreich.